# 高山トモヒロのオトナの部室
『高山トモヒロのオトナの部室』（たかやまともひろのおとなのぶしつ）は、朝日放送ラジオ（ABCラジオ）で2016年4月3日から放送中のラジオ番組。

## 概要
2016年4月3日放送開始。
同番組はリスナーからのメッセージやお便り・悩み事などを募集し、それについて高山・中西・ILHWAのオジサン3人がトークを繰り広げるトーク番組。
パーソナリティは吉本興業所属のお笑いタレントでかつてベイブルースとして活動し現在はケツカッチンとして活動している高山トモヒロと芸能リポーターの中西正男、そして歌手で俳優のILHWAの3人が務める。
番組収録は隔週月曜日の夜に朝日放送ラジオ（ABCラジオ）の第4スタジオで行われており、当番組の出演者である中西は2024年4月からは同じABCラジオで朝日放送テレビアナウンサーの浦川泰幸がメインパーソナリティを担当し、月曜から木曜の午後に生放送されている「ウラのウラまで浦川です」の月曜日にもパートナーを担当しているため、中西は同番組の生放送終了後にこのラジオ収録に臨んでいる。

## 出演者
パーソナリティ
- 高山トモヒロ（ケツカッチン）
- ILHWA[1]
- 中西正男[2]